# (74069) 1998 MO7
(74069) 1998 MO7 – planetoida z pasa głównego asteroid okrążająca Słońce w ciągu 3,75 lat w średniej odległości 2,41 j.a. Odkryta 22 czerwca 1998 roku.